# Ильев, Иван Николаевич
Ива́н Никола́евич И́льев (13 мая 1922 — 1 января 1949) — старшина Рабоче-крестьянской Красной Армии, участник Великой Отечественной войны, Герой Советского Союза (1943).

## Биография
Родился 13 мая 1922 года в селе Кошибеево. Получил неполное среднее образование (7 классов) в 1937 году, после чего работал в колхозе.
В 1941 году призван на службу в армию. С июня того же года — на фронтах Великой Отечественной войны. В 1942 году окончил школу сержантского состава. К лету 1942 года воевал миномётчиком 324-го стрелкового полка 77-й стрелковой дивизии. Принимал участие в боях на Северо-Кавказском, Крымском,  1-м Прибалтийском фронтах, а также некоторое время в составе Приморской армии. Принимал участие в обороне Новороссийска и Туапсе, в мае 1943 года был ранен. 
К октябрю 1943 года был старшиной пулемётной роты 1339-го стрелкового полка 318-й стрелковой дивизии 18-й армии Северо-Кавказского фронта. Участвовал в освобождении Новороссийска. Отличился при форсировании Керченского пролива и Керченско-Эльтигенской операции. С 1943 года член ВКП(б).
В ночь с 31 октября на 1 ноября 1943 года после высадки на побережье Керченского полуострова в районе посёлка Эльтиген (ныне — Героевское в черте Керчи) во главе группы бойцов старшина И. Ильев выбил противника из занимаемых им траншей и нескольких дзотов. Десант отражал немецкие атаки в течение шести суток, нанеся противнику большие потери. В тех боях Ильев лично уничтожил 1 танк и около 40 вражеских солдат и офицеров.
Указом Президиума Верховного Совета СССР от 17 ноября 1943 года за «образцовое выполнение боевых заданий командования на фронте борьбы с немецкими захватчиками и проявленные при этом отвагу и геройство» старшина Иван Ильев был удостоен звания Героя Советского Союза с вручением ордена Ленина и медали «Золотая Звезда» за номером 2815. В ходе 40-дневных тяжёлых боёв на плацдарме вновь был ранен.
В марте 1944 года, после госпиталя, был направлен на учёбу в Пушкинское танковое училище (находилось в эвакуации в Рыбинске). После этого служил командиром танка в 149-й танковой бригаде, участвовавшей в освобождении Литовской и Латвийской ССР. 5 мая 1945 года в уличном бою в Либаве был тяжело ранен в третий раз.
После войны продолжил учёбу сначала в Харьковском гвардейском танковом училище (отчислен в июле 1945 года), затем во 2-м Саратовском танковом училище (отчислен в октябре 1945 года), после чего демобилизовался.
С марта 1946 года — на службе в органах МВД. Был оперуполномоченным отдела уголовного розыска пензенского городского отдела милиции. В сентябре 1948 года направлен на учёбу в Саратовскую школу милиции.
Погиб 1 января 1949 года (убит хулиганами). Место захоронения точно не известно (в ряде публикаций указан Саратов, в Книге Памяти Рязанской области — Кошибеево. Мог быть похоронен в Пензе, где жила семья).
Был также награждён рядом медалей. В Сасово на здании школы №1 установлена его мемориальная доска.